# Rugzak

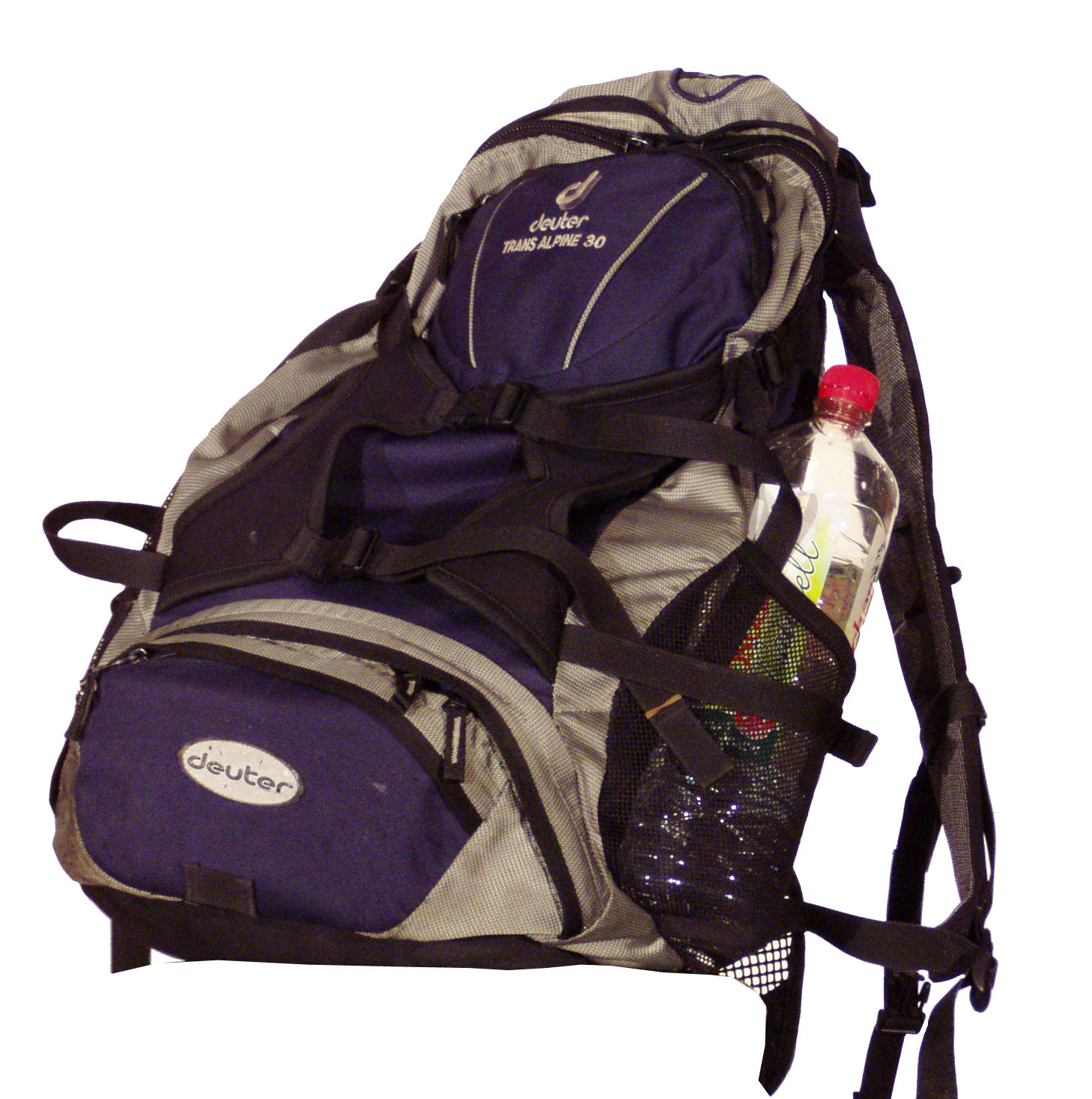
Een rugzak

Een rugzak of rugtas of een ransel is een tas die op de rug wordt gedragen. Hij wordt opgehangen door middel van een of twee schouderbanden. Er zijn rugzakken in allerlei soorten en maten, zoals de trekkersrugzak (ook wel backpack genoemd), waarmee met gemak 20 kg bagage kan worden gedragen, zonder al te veel hinder te ondervinden.
De grootte van de rugzak wordt niet in gewicht, maar door middel van inhoud aangegeven, met als eenheid liters. Deze trekkersrugzak heeft een stijf en sterk frame waarmee relatief grote lasten gedragen kunnen worden. Het gewicht voor bij deze typen wordt door middel van een heupgordel voornamelijk op de heupen gedragen. Dit werkt echter alleen als je een backpack goed afstelt. Met een goede afstelling worden de schouders ontlast.
De rugzak wordt onder meer gebruikt door rugzaktoeristen en lange afstandswandelaars. Soms wordt een rugzak ook door fietsers gebruikt. 
Scholieren gebruiken vaak een rugzak voor de schoolboeken. Ook zijn er speciale rugzakken voor laptops. Deze soorten van rugzakken zijn dan voorzien van extra opbergruimtes, waarin men alles kan opbergen. Het spreekt vanzelf dat aan deze rugzakken heel andere eisen worden gesteld dan aan de rugzak voor toeristen. Zo is de rugzak voor de gemiddelde toerist of backpacker groter dan voor bijvoorbeeld scholieren. Backpack rugzakken zijn vaak voorzien aan extra-functies aangepast aan bepaalde
situaties of omgevingen. Een voorbeeld van een rugzak, aangepast aan bepaalde omgevingen is de hydro rugzak. Deze rugzak is speciaal gemaakt om grote hoeveelheden water in op te slaan, om droge gebieden te doorkruisen.
Elke moderne rugzak heeft op een van de schouderbanden een tasje voor een mobiele telefoon.

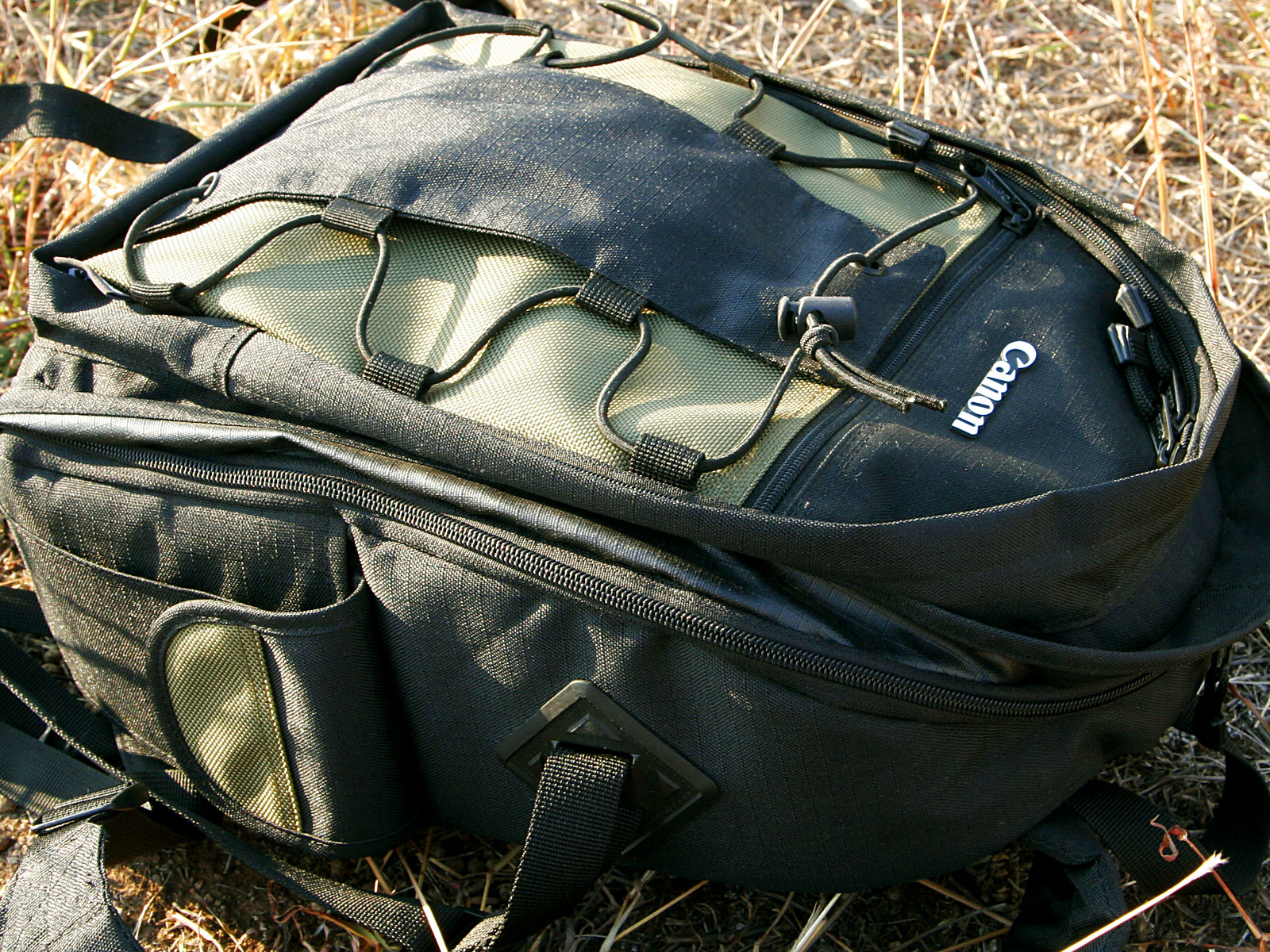
Een camera-rugzak

## Intern of extern frame
Een extern frame-rugzak heeft het frame aan de buitenzijde van de rugzak bevestigd. Hierdoor blijft er wat ruimte tussen de rug en de zak zelf, wat de ventilatie bevordert. Het frame steekt meestal een stukje uit boven en/of onder de zak. Op die plaatsen kunnen grote bagagestukken, zoals een tent of slaapzak worden vastgebonden.
Een intern frame-rugzak heeft het frame aan de binnenzijde van de rugzak. Er blijft geen lege ruimte tussen de zak en de rug. De zak zit over de hele lengte van het frame, waardoor de zak een grotere inhoud heeft. Daarentegen is er minder mogelijkheid om grote voorwerpen aan de buitenkant te bevestigen, zoals dat bij een extern frame-rugzak gebruikelijk is.
Bij de keuze voor een rugzak met intern of extern frame is het voorgenomen gebruik van belang. Zaken als de aard van het wandelgebied, de weersomstandigheden en lichamelijke conditie van de wandelaar spelen een rol.

Een intern frame-rugzak is meestal zwaarder dan een extern frame-rugzak. Het zwaartepunt van de bepakking ligt lager en dichter bij de rug, waardoor de stabiliteit ervan groter is. Bovendien is het gewicht comfortabel over de gehele lengte van de rug verdeeld. Deze rugzak wordt meestal gekozen voor tochten waarbij bergen moeten worden beklommen, vanwege de grotere stabiliteit. Doordat hij makkelijker te stouwen is in volle bagageruimten wordt hij ook vaak gebruikt door rugzaktoeristen.
Een extern frame-rugzak wordt eerder gekozen voor tochten door vlakker gebied.